# Freak (canção de Silverchair)
"Freak" é uma canção do Silverchair, o primeiro single de seu segundo álbum, Freak Show, lançado em 1997.
A canção chegou a número 1 nos charts australianos, sendo o segundo single de Silverchair para chegar a essa posição.

## Desempenho nas paradas
| Parada musical (1997)                 | Melhor Posição |
| ------------------------------------- | -------------- |
| Australian Singles Chart              | 1              |
| Canadian Singles Chart                | 55             |
| Canadian Rock/Alternative Chart       | 12             |
| New Zealand Singles Chart             | 23             |
| UK Singles Chart                      | 34             |
| U.S. Billboard Mainstream Rock Tracks | 25             |
| U.S. Billboard Modern Rock Tracks     | 29             |